# Wolfgang Hohlbein

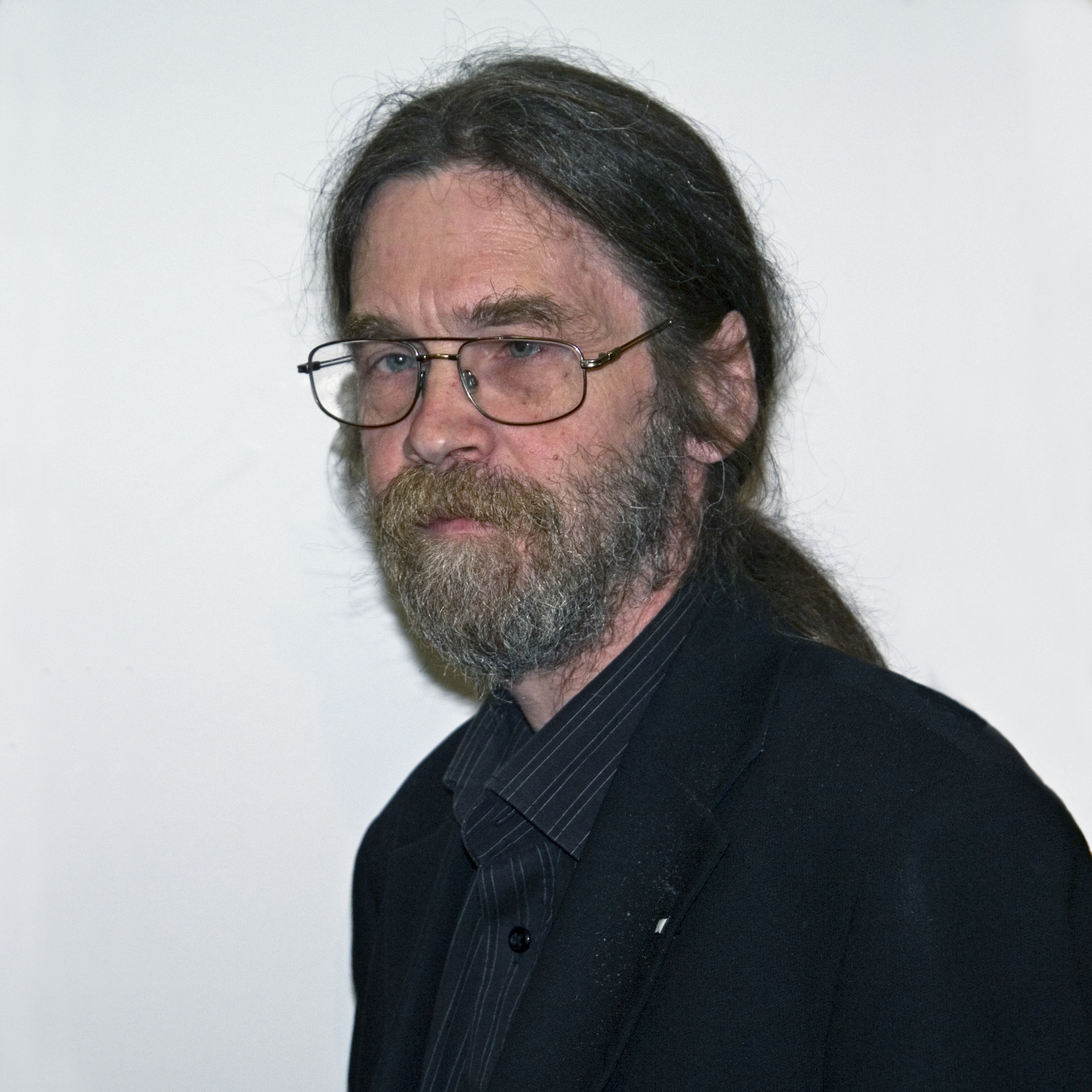
Wolfgang Hohlbein.

Wolfgang Hohlbein (Weimar, 15 agosto 1953) è uno scrittore tedesco di narrativa fantasy e fantascientifica.

## Biografia
Nel 1982, la casa editrice austriaca Ueberreuter lanciò un concorso per la scrittura di un romanzo sul tema fantasia-fantascienza e Hohlbein partecipò con il romanzo Märchenmond, scritto a quattro mani con sua moglie Heike Hohlbein, che divenne subito un successo letterario. Poco noto in Italia, esso è un grosso nome nel suo genere in Germania.

## Opere

### Romanzi tradotti
- Oltre il deserto (Der wandernde Wald), EL.
- Il sigillo dei Templari (Das Siegel), Reverdito.
- Midgard – L'isola ai confini del Mondo, (Midgard), Reverdito (con Heike Hohlbein).
- L'orma dello Stregone, Armenia.
- Le cronache degli Immortali
  1. Il Sangue del Cavaliere, Tea
    - Nell'Abisso, Nord (identico al precedente, ma con copertina diversa)

  2. Il principe Vlad, Nord e Tea
  3. Il rogo dell'inquisitore, Tea.
- La leggenda di Camelot
  1. Dulac e il segreto del calice, Fabbri (con Heike Hohlbein)
  2. La spada degli elfi, Fabbri (con Heike Hohlbein)
  3. Lo scudo delle rune, Fabbri (con Heike Hohlbein).
- Hagen di Tronje (Hagen von Tronje), Reverdito.

### Altri romanzi
- (DE)  coautore con Bernhard Hennen, trilogia Das Jahr des Greifen (Der Sturm, Die Entdeckung e Die Amazone), ed. Bastei-Lübbe (1994)
- (DE)  Märchenmond (1982)
- (DE)  Operation Nautilus (2001)
- (DE)  Die Chronik der Unsterblichen (1999)
- (DE)  Die Prophezeiung (2005)
- (DE)  Das Blut der Templer (Dicembre 2004, ISBN 3-8025-3436-0)
- (DE)  coautore con Rebecca Hohlbein, Die Nacht des Sterns (Settembre 2005, ISBN 3-802-53478-6)

## Riconoscimenti
- 1983 : Preis der Leseratten per il romanzo Märchenmond
- 1982 : Fantastik-Preis der Stadt Wetzlar per il romanzo Märchenmond